# Mantidae
Mantidae är en familj av bönsyrsor. Mantidae ingår i ordningen Mantodea, klassen egentliga insekter, fylumet leddjur och riket djur. Enligt Catalogue of Life omfattar familjen Mantidae 1159 arter. 

## Bildgalleri

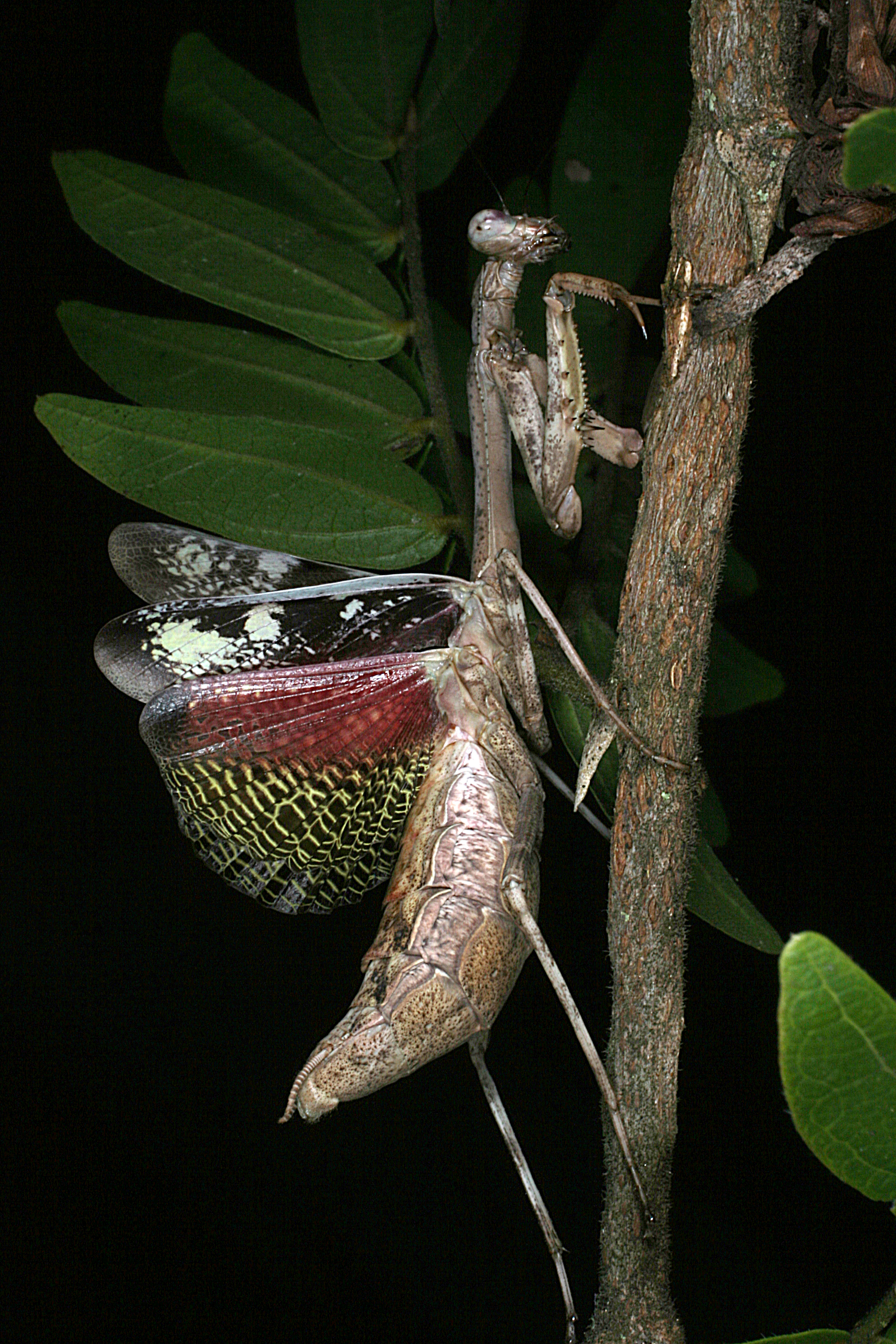
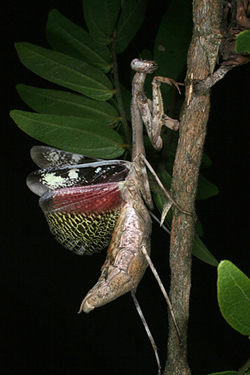
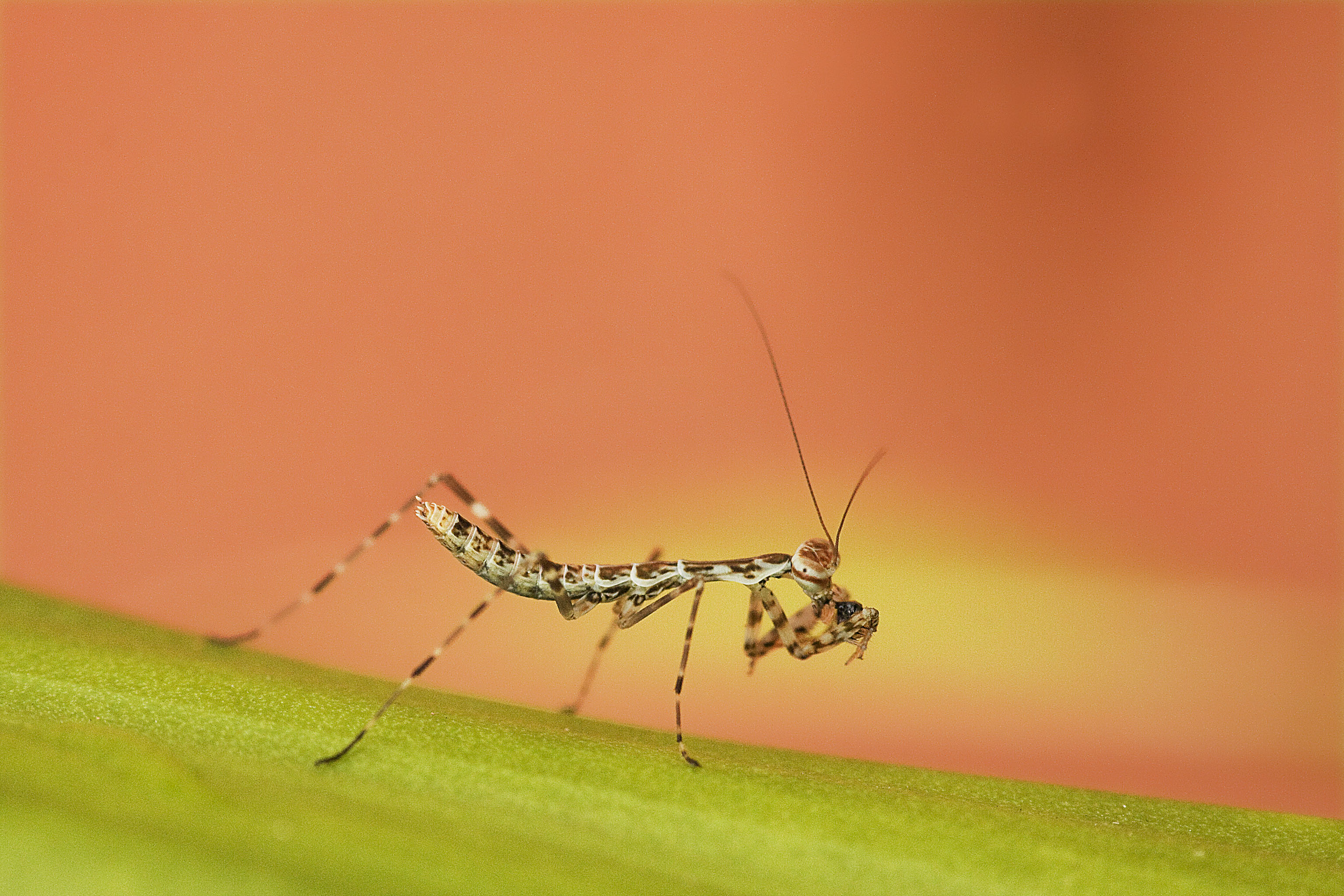
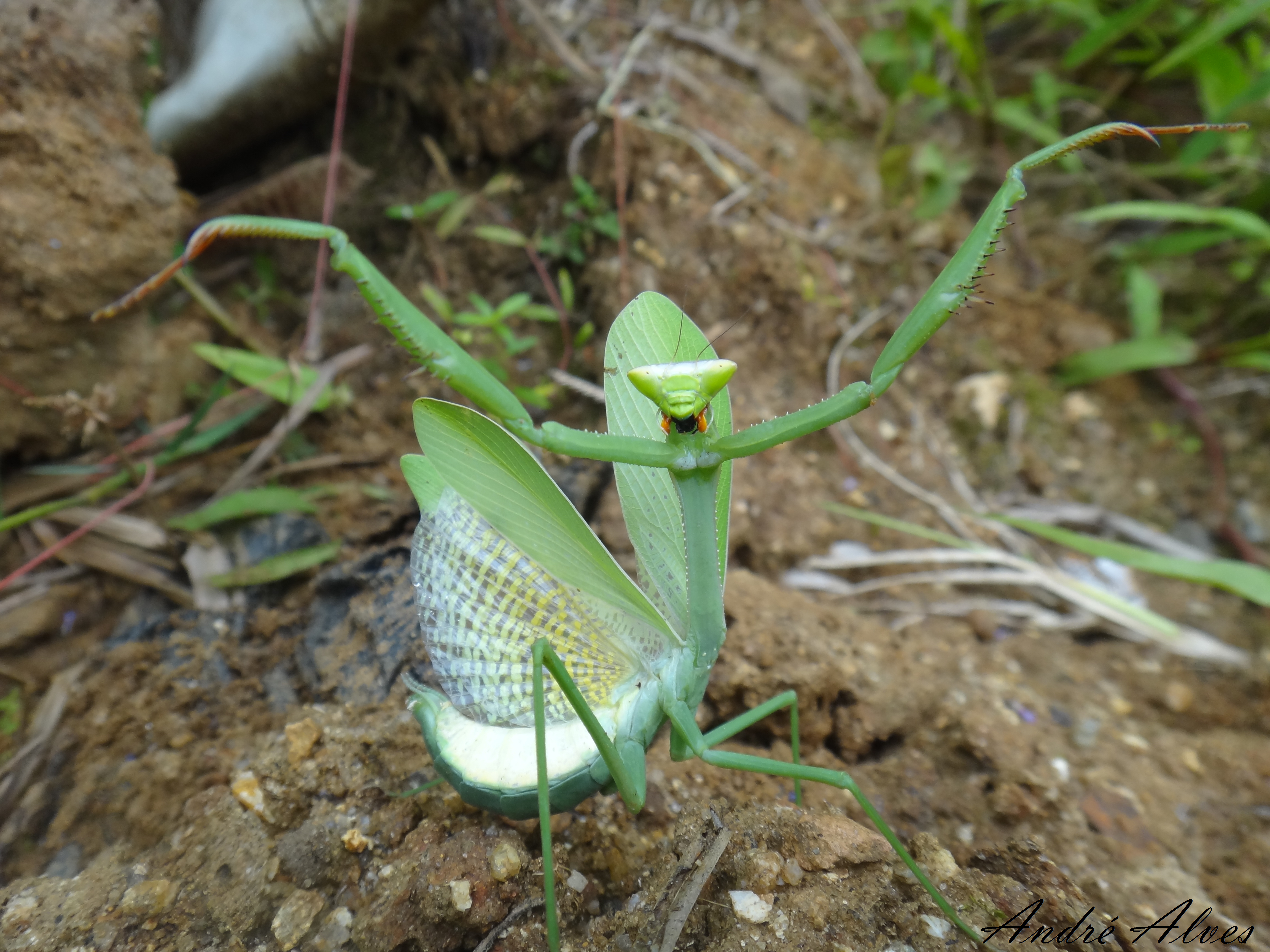
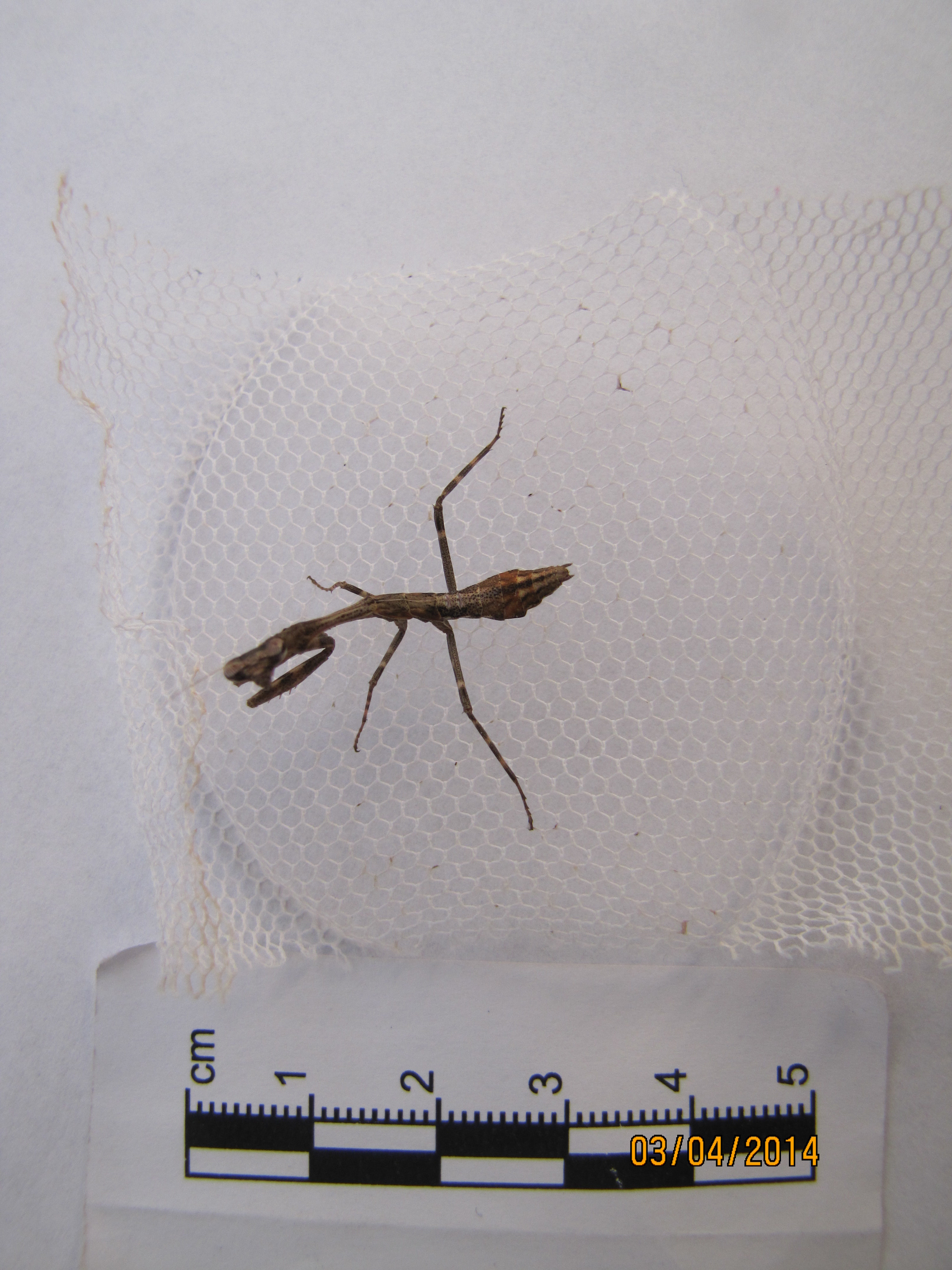
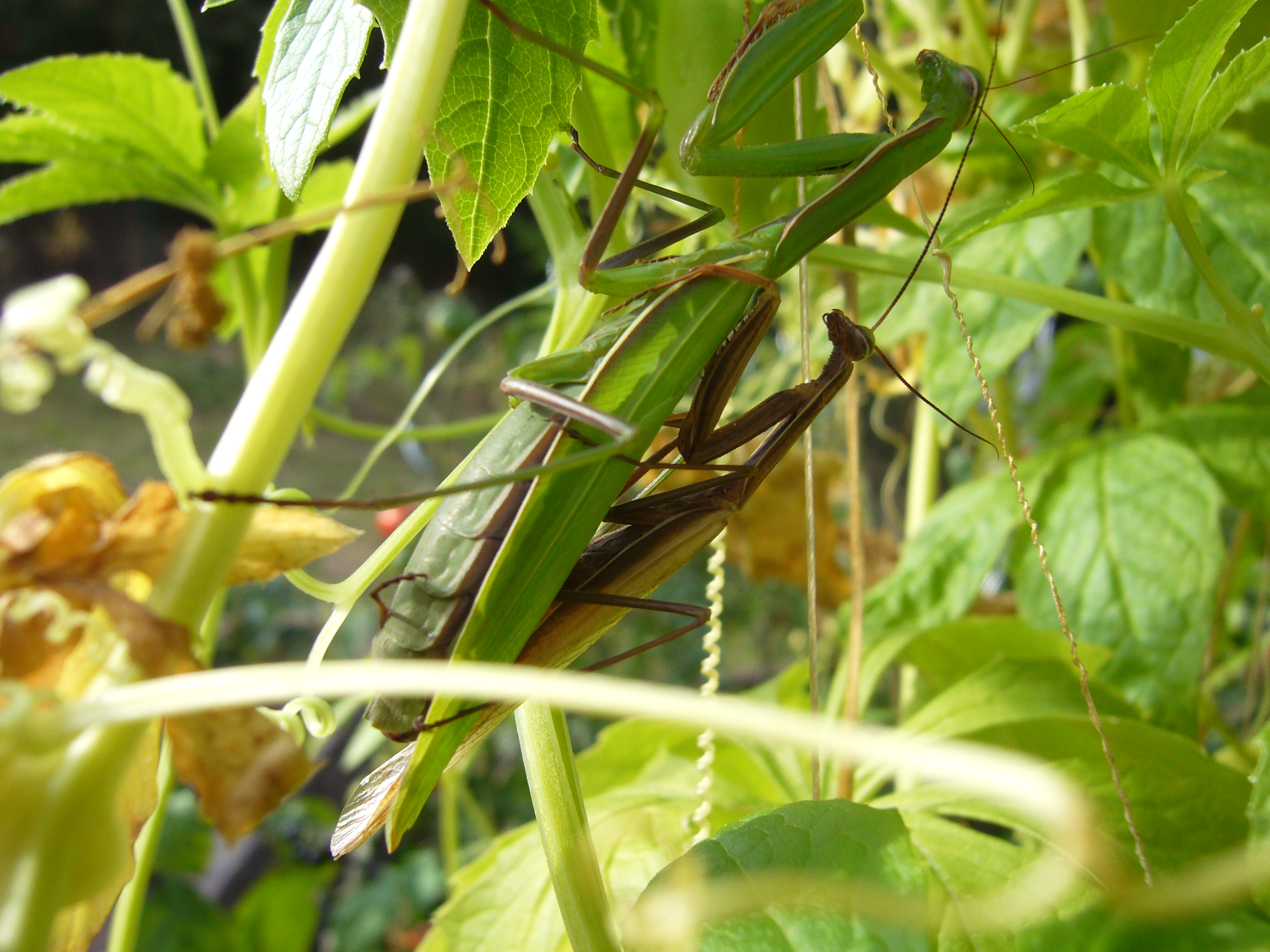

## Dottertaxa till Mantidae, i alfabetisk ordning[1]
- Achlaena
- Achlaenella
- Acithespis
- Afrothespis
- Agrionopsis
- Alalomantis
- Alluandella
- Amantis
- Ambivia
- Ameles
- Angela
- Antemna
- Apterameles
- Apteromantis
- Archimantis
- Armene
- Armeniola
- Arria
- Asiadodis
- Austrovates
- Beesonula
- Betamantis
- Bimantis
- Biolleya
- Bisanthe
- Bolbella
- Bolivaria
- Brancsikia
- Brunneria
- Callimantis
- Callivates
- Camelomantis
- Cardioptera
- Carvilia
- Cataspilota
- Catigaonopsis
- Catoxyopsis
- Ceratocrania
- Choeradodis
- Chopardentella
- Chopardiella
- Chroicoptera
- Chromatophotina
- Cilnia
- Coenomantis
- Compsomantis
- Congomantis
- Coptopteryx
- Corthylomantis
- Danuria
- Danuriella
- Deiphobe
- Deiphobella
- Deroplatys
- Dimantis
- Dystacta
- Dystactula
- Elaea
- Elmantis
- Entella
- Entelloptera
- Eremoplana
- Euchomena
- Euchomenella
- Geomantis
- Geothespis
- Gimantis
- Gonypeta
- Gonypetella
- Gonypetoides
- Gonypetyllis
- Gretella
- Hagiotata
- Haldwania
- Heterochaeta
- Heterochaetula
- Heterovates
- Hicetia
- Hierodula
- Hierodulella
- Holaptilon
- Indomenella
- Indothespis
- Ischnomantis
- Kishinouyeum
- Leptocola
- Ligaria
- Ligariella
- Ligentella
- Litaneutria
- Lobocneme
- Lobothespis
- Lobovates
- Macracanthopus
- Macrodanuria
- Macromantis
- Macropopa
- Mantasoa
- Mantilia
- Mantis
- Melliera
- Memantis
- Mesopteryx
- Metriomantis
- Micadina
- Microphotina
- Microthespis
- Miomantis
- Myrcinus
- Mythomantis
- Namamantis
- Neocilnia
- Neodanuria
- Notomantis
- Nullabora
- Omomantis
- Orthodera
- Orthoderella
- Orthoderina
- Oxyopsis
- Oxyothespis
- Palaeophotina
- Paracilnia
- Paraligaria
- Paramantis
- Paraphotina
- Pararivetina
- Paraseverinia
- Parasphendale
- Parastagmatoptera
- Parentella
- Paroxyopsis
- Phasmomantis
- Photina
- Photinella
- Phyllothelys
- Phyllovates
- Plistospilota
- Pnigomantis
- Polyspilota
- Popa
- Prohierodula
- Pseudempusa
- Pseudodystacta
- Pseudomantis
- Pseudostagmatoptera
- Pseudovates
- Pseudoxyops
- Pseudoyersinia
- Rehniella
- Reticulimantis
- Rhachimantis
- Rhodomantis
- Rhombodera
- Rhomboderella
- Rivetina
- Rivetinula
- Schizocephala
- Severinia
- Sinaiella
- Solygia
- Somalithespis
- Sphaeromantis
- Sphodromantis
- Sphodropoda
- Stagmatoptera
- Stagmomantis
- Statilia
- Stenopyga
- Stictomantis
- Tamolanica
- Tarachomantis
- Taumantis
- Teddia
- Telomantis
- Tenodera
- Thespoides
- Tisma
- Tismomorpha
- Toxodanuria
- Trachymantis
- Vates
- Xystropeltis
- Yersinia
- Yersiniops
- Zoolea
- Zopheromantis